# Evelyn Fischer (Journalistin)
Evelyn Fischer ist eine deutsche Journalistin und seit 2002 Vorsitzende des Berliner Presse Club e.V. Fischer wurde am 17. Juni 2009 zum Ritter im Nationalen Verdienstorden Frankreichs ernannt.
Fischer studierte in North Carolina, Brüssel und Berlin; 1984/85 erhielt sie ein Stipendium des German Marshall Fund für ein Studium der politischen Wissenschaften an der Stanford University.
Beim RIAS Berlin absolvierte sie ein Volontariat als Nachrichtenredakteurin, bevor sie bei Radio Bremen die Stellung einer leitenden Politikredakteurin einnahm. 1990 kehrte sie ins ARD-Hauptstadtstudio nach Berlin zurück.
Ab 2002 war Evelyn Fischer als Leiterin der Intendanz des Berliner Büros der Deutschen Welle für Presse, Kommunikation und Veranstaltungen verantwortlich. Im selben  Jahr wurde sie zur Vorsitzenden des Berliner Presse Clubs gewählt, deren Vorstand sie bereits einige Jahre als Beisitzerin angehört hatte.
Im September 2004 gründete sie mit dem Münchner Geschichtsprofessor Michael Wolffsohn die Vereinigung „Der Wedding lebt!“, aus der sich ein bürgerschaftliches Netzwerk entwickelte, das Sport-, Kultur- und Bildungsmöglichkeiten in diesem „Problem-Kiez“ ermöglicht.
Am 17. Juni 2009 wurden ihr von dem französischen Botschafter Bernard de Montferrand in der Französischen Botschaft am Pariser Platz in Berlin die Insignien eines Ritters im nationalen französischen Verdienstorden verliehen.